# Sport Vereniging Dakota
L'Sport Vereniging Dakota és un club de futbol de la ciutat d'Oranjestad, a Aruba. El club va ser fundat el 15 de juliol de 1947. Va ser quatre cops finalista del Campionat de les Antilles Neerlandeses de futbol els anys 1962, 1963, 1970, 1983.

## Palmarès
- Lliga d'Aruba de futbol:[2]
  - 1968, 1973, 1977, 1985, 1988, 1989, 1990, 1992, 1996, 1998, 1999, 2006
- Copa Juliana:
  - 1960, 1962, 1963, 1967, 1968, 1969
- Torneo Copa Betico Croes:[3]
  - 2007, 2019